# Chogolisa
Chogolisa of Bride Peak is een 7665 meter hoge berg in de Masherbrumketen van de Pakistaanse Karakoram. Chogolisa ligt ten zuiden van het brongebied van de Baltorogletsjer. De berg zit in het noorden vast aan het Gasherbrummassief, in het westen aan de Masherbrum en in het oosten via de Baltoro Kangri (Golden Throne) aan de Siachen Muztagh en Saltoro Muztagh. In het zuiden loopt het dal van Khorkondus dood op de berg. Chogolisa heeft meerdere toppen: de hoogste (Chogolisa I) aan de zuidwestelijke zijde van de berg, de lagere (Chogolisa II, 7654 m) aan de noordoostelijke zijde.

## Klimgeschiedenis
De Britse bergbeklimmer Martin Conway gaf de berg in 1892 de naam Bride Peak (Engels voor "bruidspiek"), tijdens een expeditie waarin men tot ongeveer 6500 m hoogte op de Baltoro Kangri wist te komen. In 1909 deed een Italiaanse expeditie onder leiding van de Italiaanse hertog Lodewijk Amadeus van Savoye een poging de Chogolisa te beklimmen. De expeditie benaderde de berg vanuit het noorden en wist tot 7498 m te komen, slechts 150 meter onder de top, voordat slecht weer ze dwong om te keren. Deze hoogte was destijds een wereldrecord.
In juni 1957 probeerden de Oostenrijkse klimmers Hermann Buhl en Kurt Diemberger, die een paar weken eerder deelnamen aan de succesvolle eerste beklimming van Broad Peak, de Chogolisa te beklimmen. Op ongeveer 7000 m hoogte dwong het slechte weer ze om te keren. Tijdens de afdaling viel Buhl; zijn lichaam werd nooit gevonden.
Een jaar later wisten M. Fujihira en K. Hirai, twee leden van een Japanse expeditie, de top van Chogolisa II te bereiken. De Oostenrijkers Fred Pressl en Gustav Ammerer bereikten ten slotte op 2 augustus 1975 als eersten de hoogste top.